# Chociszewo Rogoziniec
Chociszewo Rogoziniec – przystanek kolejowy w Rogozińcu na linii kolejowej nr 367 Zbąszynek – Gorzów Wielkopolski, w województwie lubuskim.

## Wymiana pasażerska
| Rok  | Wymiana pasażerska na dobę |
| ---- | -------------------------- |
| 2017 | 20-49                      |
| 2022 | 20-49                      |